# Johanniskirche (Chemnitz)

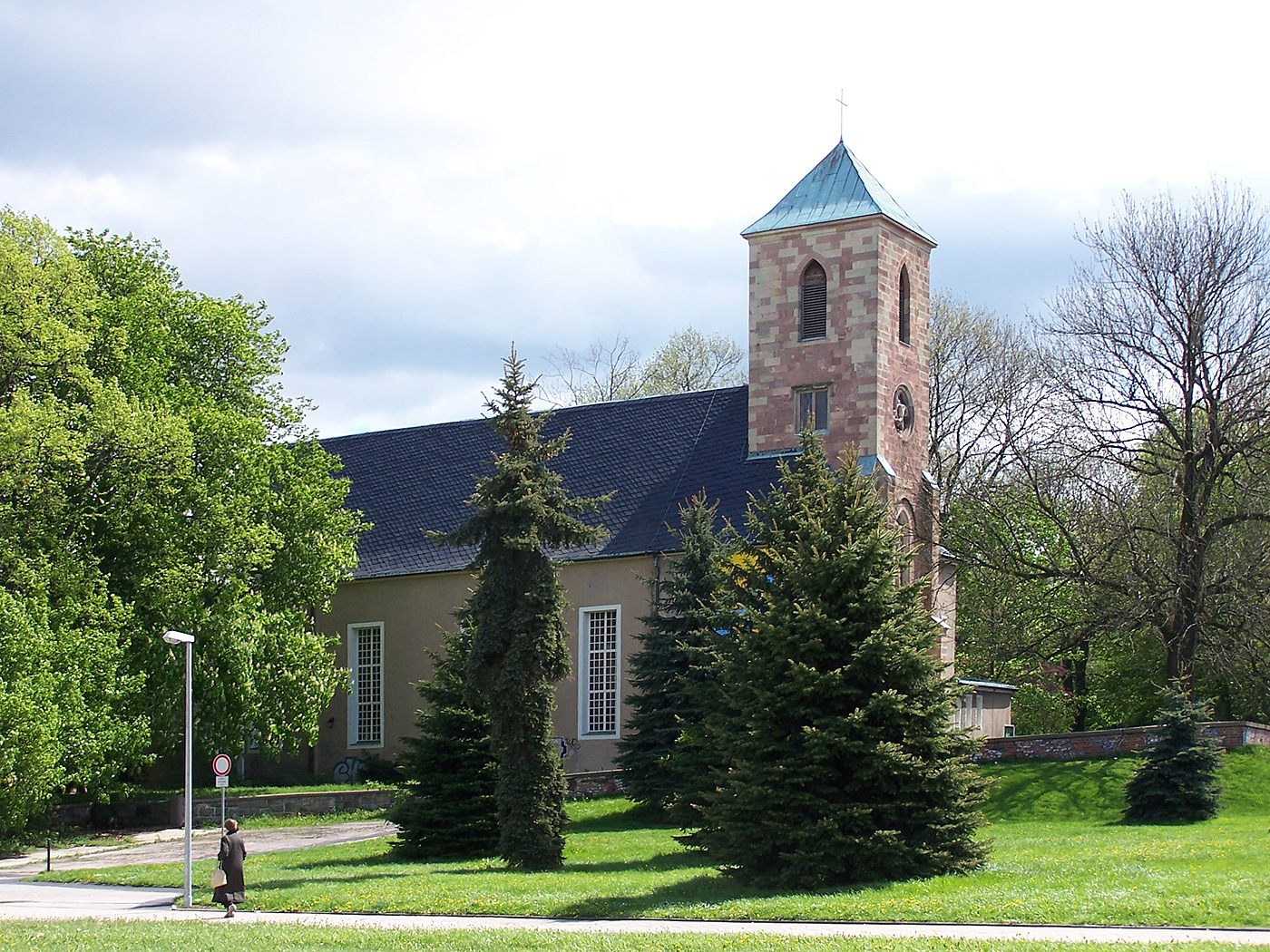
Johanniskirche (2005)

Die evangelische Johanniskirche ist ein Sakralbau in Chemnitz, dessen Vorgängerbau auf das 13. Jahrhundert zurückgeht. Sie befindet sich am Park der Opfer des Faschismus an der Theresenstraße.
Die Kirche wird seit 1997 als Jugendkirche genutzt.

## Geschichte
Ein Vorgängerbau wurde erstmals 1264 urkundlich erwähnt.  Die Kirche ist Johannes dem Täufer gewidmet und gehörte zum Benediktinerkloster St. Marien. Seinerzeit befand sie sich noch vor der Stadtgrenze des heutigen Chemnitz. Das Bauwerk wurde mehrfach zerstört, etwa von den Hussiten 1430 oder im Schmalkaldischen Krieg und wieder mehrfach aufgebaut, zuletzt nach der Reformation im Jahr 1566.
Zwischen 1750 und 1756 entstand auf dem Gelände des einstigen Franziskanerklosters an der Zschopauer Straße die Neue Johanniskirche (die spätere Paulikirche) zur Entlastung der Kirche am Johannisfriedhof. Am 25. August 1750 war Grundsteinlegung, am 31. Oktober 1756 Kirchweihe. Baumeister waren der Architekt Johann Gottlieb Ohndorff aus Freiberg sowie die beiden Chemnitzer J. M. Mende und Ch. Hösel. Das schmucklose Gebäude mit den hohen Fenstern hatte keinen Kirchturm, das Kirchenschiff war ein heller Saal mit doppelgeschossigen Emporen und bot 1.600 Menschen Platz. Zu den Besonderheiten zählten die Skulpturarbeiten des Altars und die Silbermann-Orgel.
Ab 1756 existierte in der Stadt nur ein einziger Friedhof in unmittelbarer Umgebung der Johanniskirche. Die Gemeinde hielt hier keine Gottesdienste mehr ab, sondern nutzte sie nur noch bei Bestattungen auf dem Johannisfriedhof.
Bedingt durch das mit der Industrialisierung ab Ende des 18. Jahrhunderts einhergehende Bevölkerungswachstum wurde die Kirche ab 1875 wieder von einer eigenen Gemeinde genutzt und im neugotischen Stil stark umgebaut. 1913 entfernte man unter der Leitung des Chemnitzer Architekten Erich Basarke die neugotischen Formen und brachte Elemente des Jugendstils an, die in den 1970er Jahren wieder entfernt wurden. 1945 wurde die Kirche teilzerstört (Turm).

## Architektur

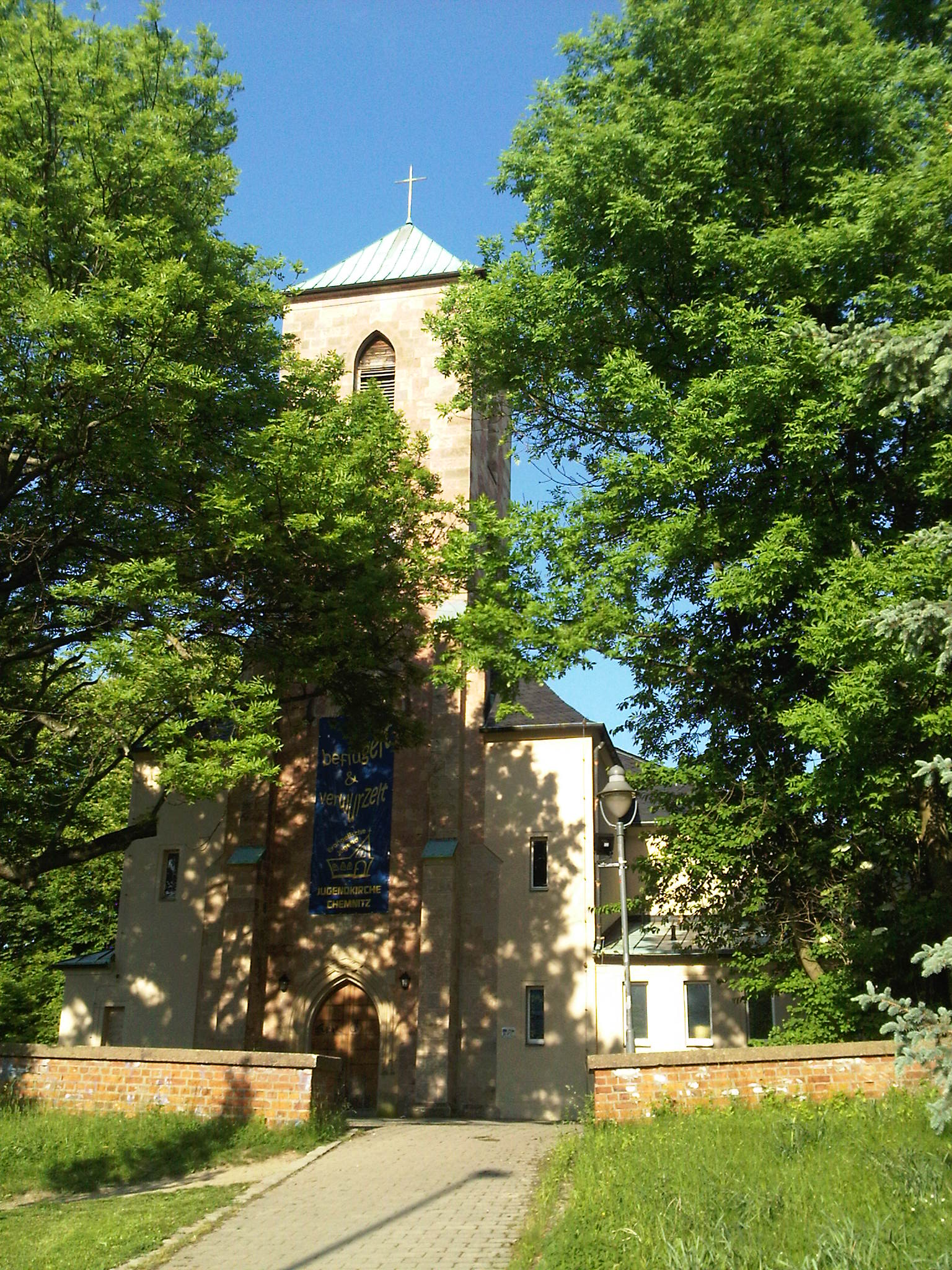
Westturm der Kirche

Von der ursprünglich gotischen Gestalt der Kirche sind nur noch wenige Elemente erkennbar. Die Kirche zeigt sich als weitgehend schlichter, mit einem hellgrauen Putz versehener Bau und einem quaderförmigen Grundriss. Das Satteldach ist mit schwarzem Schiefer gedeckt. An der Nordseite sind vier hohe, schlichte weiße Sprossenfenster eingelassen. Unterhalb des Westturms befindet sich ein kleiner Anbau, dessen Öffnung jedoch zugemauert ist. Darüber befinden sich zwei kleinere rechteckige Fenster, die symmetrisch über dem einstigen Zugang angeordnet sind.
Am Chor erkennt man ebenfalls einen rechteckigen Anbau mit mehreren kleineren Fenstern und einer schlichten braunen Holztür. Der Chor selbst ist mit einer Apsis versehen. Einzig hier sind noch drei spitzbogige Fenster vorhanden, die einen Hinweis auf die einstige gotische Gestaltung geben. An der Südseite finden sich ebenfalls schlichte, weiße Fenster, die hier bis zum Boden reichen. Ein weiterer, ebenfalls rechteckiger Anbau in Richtung des Westturms dient als Nebeneingang und Zugang zum Jugendcafé und dem Jugendpfarramt im 1. Stock.
Der Turm wurde aus Hilbersdorfer Porphyrtuff errichtet, mit je zwei mächtigen Lisenen. Diese sind nach oben hin zweistufig abgesetzt. Das rechteckige Dach ist mit Kupfer verkleidet und wird von einem Kreuz gekrönt. Unterhalb des Daches findet sich auf jeder Turmseite je eine spitzbogenförmige Schallarkade für das Geläut. Darunter sind auf der Westseite zwei Fensterrosen als weiteres Relikt der Gotik zu finden. Die übrigen Seiten sind mit einer schlichten, rechteckigen Öffnung versehen.
Das Portal ist ebenfalls mit einem Spitzbogen sowie einer schlichten, dunklen doppelflügligen Holztür ausgeführt. Der 1945 zerstörte Westturm wurde nur teilweise (reduzierte Höhe) wiederhergestellt.

## Ausstattung
Von der ursprünglichen Einrichtung sind nur wenige Ausstattungsstücke erhalten geblieben, so etwa der Taufstein von 1566. Den gotischen Flügelaltar verbrachte man in die Stadtkirche St. Jakobi.

### Glocken
Zur gotischen Originalausstattung gehört die 1475 von Oswald Hilliger gegossene Johannisglocke (Ø 118,5 cm); sie ist die älteste Chemnitzer Glocke. Zwei weitere Bronzeglocken (Ø 101,5 und 78,6 cm) wurden im Jahre 1981 von der Glockengießerei Schilling in Apolda gegossen. Die größere von beiden ist eine originalgetreue Kopie der barocken Vorgängerglocke.

### Orgel
Die Gemeinde verkaufte 1879 die 1722 von Gottfried Silbermann erbaute Orgel nach Auligk, von dort kam sie 1957/58 zur St.-Kilian-Kirche Bad Lausick. 1913 wurde eine Jehmlich-Orgel eingebaut.